# نائومی رادکلیف
نائومی رادکلیف (انگلیسی: Naomi Radcliffe؛ زادهٔ ۱۹۷۱ میلادی) هنرپیشه سینما و تلویزیون اهل بریتانیا است. وی از سال ۱۹۹۵ میلادی تاکنون مشغول فعالیت بوده‌است.
از نقش‌های او می‌توان به بازی در مجموعه تلویزیونی دانتون ابی اشاره نمود.

## آثار و جایزه‌ها
| سال  | محصول                | نقش              | یادداشت‌ها                                              |
| ---- | -------------------- | ---------------- | ------------------------------------------------------ |
| ۱۹۹۵ | نوار طلایی           | سارا             |                                                        |
| ۱۹۹۶ | در شرایط مشکوک       | بلولا ترنز       | ۱ قسمت ("حلقهٔ حقیقت")                                  |
| ۱۹۹۷ | گراند                | لین میلیگان      | ۲ فصل، ۱۹۹۷–۱۹۹۸                                       |
| ۱۹۹۸ | کولد فیت             | زن به همراه کودک | ۱ قسمت (فصل ۱، قسمت ۶)                                 |
| ۱۹۹۸ | خیابان تاج‌گذاری      | آلیسون ویکفیلد   | ۱۹۹۸–۲۰۰۰ برنده، جایزهٔ آبکی بریتانیا برای بهترین پایان |
| ۱۹۹۹ | آفتاب‌سوخته           | کلیر آلکلاک      | ۱ قسمت (فصل ۱، قسمت ۶)                                 |
| ۱۹۹۹ | جایی که قلب هست      | پرستار           | ۱ قسمت ("گوشت و خون")                                  |
| ۲۰۰۰ | عجیب در حد مردم ۲    | جودیت کالینز     | بخش ۱                                                  |
| ۲۰۰۲ | خوش‌گذران‌های ۲۴ ساعته | دختر دوشیزه      |                                                        |
| ۲۰۰۲ | ادی پس خوب           | میشل             | ۱ قسمت (فصل ۱، قسمت ۶)                                 |
| ۲۰۰۲ | یک دزد خوب           | ژوان             | فیلم تلویزیونی                                         |
| ۲۰۰۲ | بورن و برد           | ژان بردشاو       | ۲۰۰۲–۲۰۰۵                                              |
| ۲۰۰۶ | رویال                | الا هیل          | ۱ قسمت ("سرراهی‌ها و ولگردها")                          |
| ۲۰۰۷ | قوانین جدید خیابان   | لیسا گرانت       | ۱ قسمت (فصل ۲، قسمت ۶)                                 |
| ۲۰۰۷ | دیدار                | بِو               | فصل ۱                                                  |
| ۲۰۰۷ | ضربان قلب            | ماری مسترز       | ۱ قسمت ("لمس کن و برو")                                |
| ۲۰۱۱ | شهر هالبی            | آماندا           | ۱ قسمت ("Running the Gauntlet")                        |
| ۲۰۱۵ | بی‌نقص                | مارین دیواین     | فصل ۱                                                  |